# Rune Ekre
Lennart Rune Fridgott Ekre, född 13 februari 1924 i Eket, Habo församling, Skaraborgs län, död 21 september 2013 i Svenshögen, Spekeröd-Ucklums församling, Västra Götalands län, var en svensk medeltidsarkeolog och museichef. Han blev hedersdoktor vid Göteborgs universitet 1989 för sina insatser vid utgrävningar av medeltidsstaden Lödöse, en av Göteborgs föregångare. Ekre var även verksam som målare och tecknare.
Ekre tog studenten i Jönköping 1943. Efter militärtjänst studerade han vid Göteborgs högskola, där han läste  konsthistoria, historia, litteraturhistoria och nordiska språk. han blev filosofie kandidat 1951. Han arbetade sedan som lärare vid olika skolor, 1953–1961 vid Lilla Edets realskola och 1961–1968 vid Billströmska folkhögskolan på Tjörn.
I samband med nybyggnader inom området för medeltidsstaden Lödöse i nuvarande Lilla Edets kommun blev det från 1961 nödvändigt med arekeologiska utgrävningar i regi av Riksantikvarieämbetet. Ekre deltog först som assistent men blev efter kompletterande akademiska studier i medeltidsarkeologi ledare för projektet, från 1968 som en heltidssyssla. Då verksamheten i Lödöse 1979 organiserades som en del av Älvsborgs länsmuseum, fick Ekre en tjänst som förste antikvarie och fick samtidigt ansvar för medeltids- och stadsarkeologiska undersökningar inom museets hela arbetsområde. Ekre var chef för Lödöse museum från dess späda början 1965 och ställde själv samman ett antal tillfälliga utställninar. De sista åren före sin pensionering 1989 arbetade han dessutom med projektering för den nya muesumsbyggnad som blev färdig 1994. 
Ekre har speciellt uppmärksammats för sin forskning om Lödöses roll i svensk medeltida mynthistoria, där det arkeologiska fyndet 1963 av en medeltida myntverkstad var av avgörande betydelse.
Som konstnär studerade Ekre i sin ungdom bland annat teckning för Tore Ahnoff. Han har arbetat som bildkonstnär i  olja och som tecknare. Han har vidare gjort design till konstverk i järnsmide, med bland annat placering centralt i Lödöse. Ekre målade landskap, porträtt och med en egen kristen tro som grund, sakrala motiv. En minnesutställning med hans konst visades 2014 på Lödöse museum